# Nguyễn Mậu Kiến
Nguyễn Mậu Kiến (chữ Hán: 阮茂建, 1819 - 1879) tên tự là Lập Nho, hiệu Động Am hay Kính Đài, biệt hiệu Mão Sơn cư sĩ, quê làng Động Trung (nay là xã Vũ Trung), huyện Kiến Xương, tỉnh Thái Bình. Ông một trí sĩ yêu nước nổi tiếng, một trong những sĩ phu đầu tiên ở Bắc kỳ, tự giác đứng lên lãnh đạo kháng chiến chống Thực dân Pháp xâm lược.

## Thân thế và sự nghiệp
Nguyễn Mậu Kiến sinh ngày 8 tháng 5 năm Kỷ Mão (1819), trong một gia đình nho học, nhưng bình dân. Năm 1867, niên hiệu Tự Đức thứ 20, ông được sát hạch rồi bổ làm Lang trung ở bộ Lại kiêm quản Bang biện tỉnh vụ Nam Định (thời nhà Nguyễn độc lập). Sau đó, ông làm Bang biện quân thứ đạo Lạng Bình, rồi được thăng Án sát Quảng Yên, Lạng Sơn.
Năm Quý Dậu (1873), khi Pháp tiến hành xâm lược Bắc Kỳ lần thứ nhất, ông mộ quân từ trong dân vùng Kiến Xương, Tiền Hải để chống Pháp. Theo Trần Văn Giàu và Đinh Xuân Lâm: Các văn thân Nam Định chia nhau từng huyện để tổ chức kháng chiến chống Pháp dọc hai bờ sông Hồng. Bên bờ bắc, trung tâm kháng chiến phủ Trực Định (hay Chân Định, tức Kiến Xương ngày nay) của cha con Nguyễn Mậu Kiến làm quân Pháp e ngại nhất. Francis Garnier đã từng phải treo thưởng cho việc hạ sát lấy thủ cấp của ông.
Khi Garnier tử trận Hatmand thay thế đánh dẹp không được. Trong các trận chiến do Hatmand chỉ huy đánh Chân Định đều có khoảng 200 đến 300 quân Pháp, thì trận gây thiệt hại cho quân Pháp lớn nhất là trận làng Ngô Xá (làng Ngò) phải rút lui về thành Nam Định. Nghĩa quân của Nguyễn Mậu Kiến đánh chiếm được đồn Chân Định, phát hịch cho dân chúng biết Garnier đã tử trận ở gần Cầu Giấy Hà Nội. Ngày 31 tháng 12 năm 1873, Hatmand đem hơn trăm quân cùng đại bác đánh nghĩa quân ở thành Chân Định, quân Nguyễn Mậu Kiến rút lui, nhưng Hatmand chỉ phá đại bác trên thành rồi rút trở về thành Nam Định, từ đó đến ngày 10 tháng 1 năm 1874 Hatmand không đánh qua sông sang Chân Định nữa. Ngày 10 tháng 1 năm 1874, quân Pháp hạ cờ tại thành Nam Định và trao trả lại cho quan nhà Nguyễn từ Hà Nội xuống, chuẩn bị ký kết Hòa ước Giáp Tuất (1874).
Ngày 8 tháng 9 năm Kỷ Mão (1879), Nguyễn Mậu Kiến mất tại quân doanh đồn Vàng (phố Vàng) tỉnh Hưng Hóa, nay là thị trấn huyện Thanh Sơn tỉnh Phú Thọ, vì bị sốt rừng ác tính. Tên của ông từng đã được lấy để đặt cho một con phố ở Hà Nội (nay đã bị đổi).

## Hậu duệ
Ông là người đầu tiên của một gia đình nổi tiếng yêu nước, nhiều thế hệ liên tục nối tiếp nhau làm cách mạng, chống Pháp cho tới tận Cách mạng tháng Tám:
- Nguyễn Hữu Bản, Nguyễn Hữu Cương-các con ông
- Nguyễn Thị Hồng Đính (vợ của Lương Ngọc Quyến)-cháu ông
- Nguyễn Công Viễn tức Lâm Đức Thụ, Nguyễn Công Thu, Nguyễn Công Truyền-các cháu nội ông.
- Nguyễn Danh Đới, chắt nội ông.

Gia đình ông, vào thời các con ông, là cơ sở cách mạng nổi tiếng, nơi lui tới nhiều sĩ phu yêu nước hoạt động trong các phong trào Cần Vương và Đông Kinh Nghĩa Thục, cuối thế kỷ 19 và đầu thế kỷ 20. Phó bảng Nguyễn Sinh Sắc, thân sinh Chủ tịch Hồ Chí Minh, sau này đã từng về quê nhà ông, để hội họp với Nguyễn Hữu Cương, con trai ông, và các sĩ phu yêu nước ở Bắc kỳ.